# Совка Сальвина
Совка Сальвина (лат. Megascops ingens) — вид птиц рода Megascops семейства совиных.

## Описание
Совка Сальвина — один из самых крупных видов своего рода, размером с белогорлую совку. Масса самцов — от 134 до 180 г, самок — от 140 до 223 г. Представители номинативного подвида сверху песочно-коричневого. У них медово-коричневые глаза. Цевка оперена до основания пальцев. М. i. venezuelanus немного мельче и бледнее номинативного подвида.

## Распространение и среда обитания
Номинативный подвид совки Сальвина встречается на восточном склоне Анд от юго-западной Колумбии через Эквадор и Перу до центральной Боливии. М. i. venezuelanus встречается в северной Колумбии и северо-западной Венесуэле.

## Образ жизни
Совка Сальвина ведет ночной образ жизни, как и большинство других представителей её рода. Методы охоты не были задокументированы. Фенология размножения совки Сальвина практически не задокументирована. Считается, что в западной Колумбии этот вид гнездится в период с декабря по март.